# Macedonisch bleek blauwtje
Het Macedonisch bleek blauwtje (Polyommatus philippi) is een vlinder uit de familie Lycaenidae (kleine pages, vuurvlinders en blauwtjes). Dit taxon wordt ook wel beschouwd als een ondersoort van het bleek blauwtje (Polyommatus coridon).

## Verspreiding en leefgebied
Het Macedonisch bleek blauwtje komt enkel voor in Noord-Griekenland op hoogten tussen 600 en 1900 meter boven zeeniveau. 

## Waardplanten
De waardplant is de paardenhoefklaver.